# Service canadien de la faune
Pour les articles homonymes, voir SCF et CWS.
Le Service canadien de la faune ou SCF (en anglais Canadian Wildlife Service ou CWS) est une agence gouvernementale du gouvernement du Canada, administré par le ministère de l'Environnement, également connu sous le nom d'Environnement et Changement climatique Canada.
Cette administration canadienne a la responsabilité, avec les gouvernements locaux, de la protection et de la gestion de l'habitat des espèces menacées, plus particulièrement des oiseaux migrateurs au niveau national. Elle effectue également un contrôle du commerce de ces espèces et a pour mission l'application des directives internationales. Elle est directement responsable de la gestion des Réserves nationales de faune.
Le territoire canadien est découpé en région, la région Atlantique, Québec, Ontario, Prairie et Nord, Pacifique et Yukon, et elle y maintien du personnel en permanence.

## Historique
Le SCF apparait au début du XXe siècle lorsque le déclin voir l'extinction de plusieurs espèces d'oiseaux migrateurs dans l'Est de l'Amérique du Nord est évidente. La principale cause du problème est alors la chasse. Il est devenu évident pour le gouvernement fédéral que la délégation des responsabilités au niveau local, est, aux États-Unis comme au Canada, insuffisant. En 1916, la Convention concernant les oiseaux migrateurs est conclue entre ces deux pays et elle est transcrite dans les droits des deux pays en 1917. Cette loi donne au gouvernement fédéral du Canada la responsabilité de la gestion de plusieurs espèces d'oiseaux migrateurs.
La responsabilité pour la conservation des oiseaux et de mammifères terrestres a été octroyé à la fédération en 1947 lorsque le précurseur de la SCF a été créé, le Dominion Wildlife Service. En 1970, il était évident que la responsabilité fédérale était nécessaire pour aller plus loin dans la gestion de la faune, notamment pour les migrations internationales des mammifères entre les États-Unis, le Canada, mais aussi la France pour Saint-Pierre-et-Miquelon, le Danemark pour le Groenland, la Russie et de la Norvège. Ce problème devenant plus aigu en raison des déclins des populations animales.
En 1973, une nouvelle loi fédérale sur la protection de la vie sauvage est promulgué, donnant au gouvernement fédéral l'autorité d'entreprendre la recherche sur la faune, en collaboration avec les provinces, et à entreprendre des activités visant à la conservation de la faune. Cette loi s'applique à tous les animaux non-domestique du pays.
Aujourd'hui le SCF gère 140 zones protégées, représentant de nombreux biomes, à travers le pays. Les experts scientifiques du SCF conseillent également les gouvernements fédéral et provinciaux au cours d'études d'impact environnementales pour divers projets de développement qui pourraient avoir un impact négatif sur la faune canadienne.